# Салаватский перевал
Салаватский перевал (азерб. Salavat aşırımı, лезг. Салават элячӀдай гирве, рут. Salavatdy banymyd syv) — горный перевал на Главном Кавказском хребте. Высота перевала — 2852 м. Расположен на границе Азербайджанской Республики (Шекинский район) и Российской Федерации (Республика Дагестан, Рутульский район). Через Салаватский перевал проходила Военно-Ахтынская дорога.
В окрестностях перевала расположены истоки рек Шинчай (приток Айричая) и Каравансарайчай (приток Ахтычая).
Название «Салават» означает «молитва за спасение». Такое название распространено среди горных перевалов на южном склоне Кавказа. Ежегодно при прохождении по этим перевалам погибало множество людей, поэтому благополучно перешедшие горы благодарили Бога за спасение их жизни.